# Pseudohorus molliventer
Espèce
Pseudohorus molliventer est une espèce de pseudoscorpions de la famille des Olpiidae.

## Distribution
Cette espèce est endémique de Namibie. Elle se rencontre vers Otavifontain.

## Description
Pseudohorus molliventer mesure de 2,5 à 3 mm.

## Publication originale
- Beier, 1947 : Zur Kenntnis der Pseudoscorpionidenfauna des südlichen Afrika, insbesondere der südwest- und südafrikanischen Trockengebiete. Eos, Madrid, vol. 23, p. 285-339 (texte intégral).